# گرمپز
گرمپز (به انگلیسی: Gramps) به صورت کامل (به انگلیسی: Genealogical Research and Analysis Management Programming System) یک برنامه متن‌باز برای ایجاد، ویرایش و نمایش شجره‌نامه است.